# Doubravský dub
Doubravský dub, nazývaný také Dub u Finských domků, je památný dub letní (Quercus robur) v obci Doubrava v okrese Karviná v Moravskoslezském kraji. Geograficky se nachází v geomorfologickém celku nížiny Ostravská pánev.

## Další informace
Doubravský dub se nachází u silnice poblíž autobusové zastávky Finské domky. K datu duben 2022 jsou dutiny kmene stromu ošetřeny a strom je vitální. Dle:
| Výška stromu                 | 21 m                             |
| Obvod kmene ve výčetní výšce | 4,54 m                           |
| Ochranné pásmo:              | vyhlášené - kruh o poloměru 15 m |
| Datum prvního vyhlášení      | 15. prosince 1993                |
| číslo parcely                | 5079                             |

## Galerie

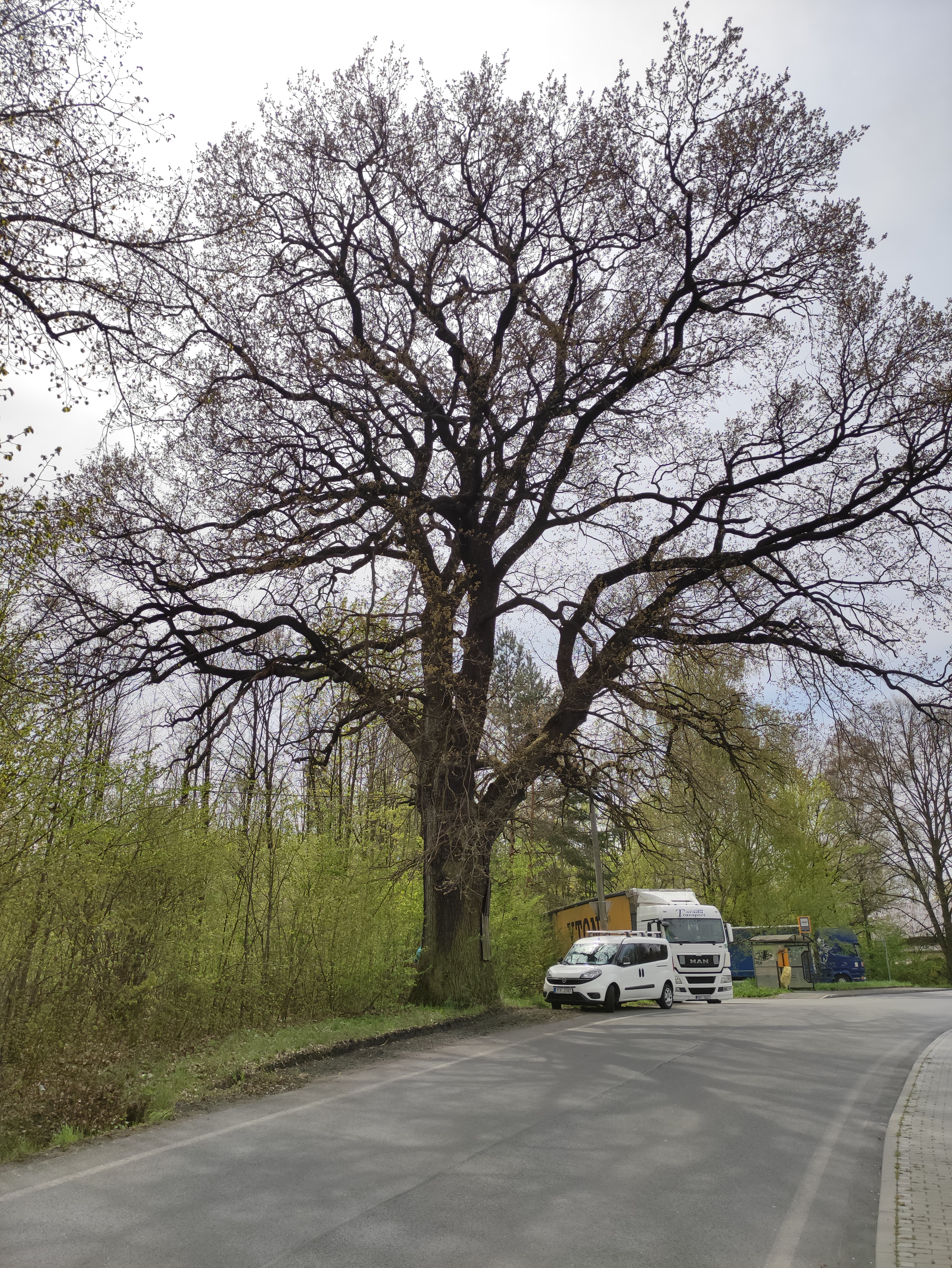
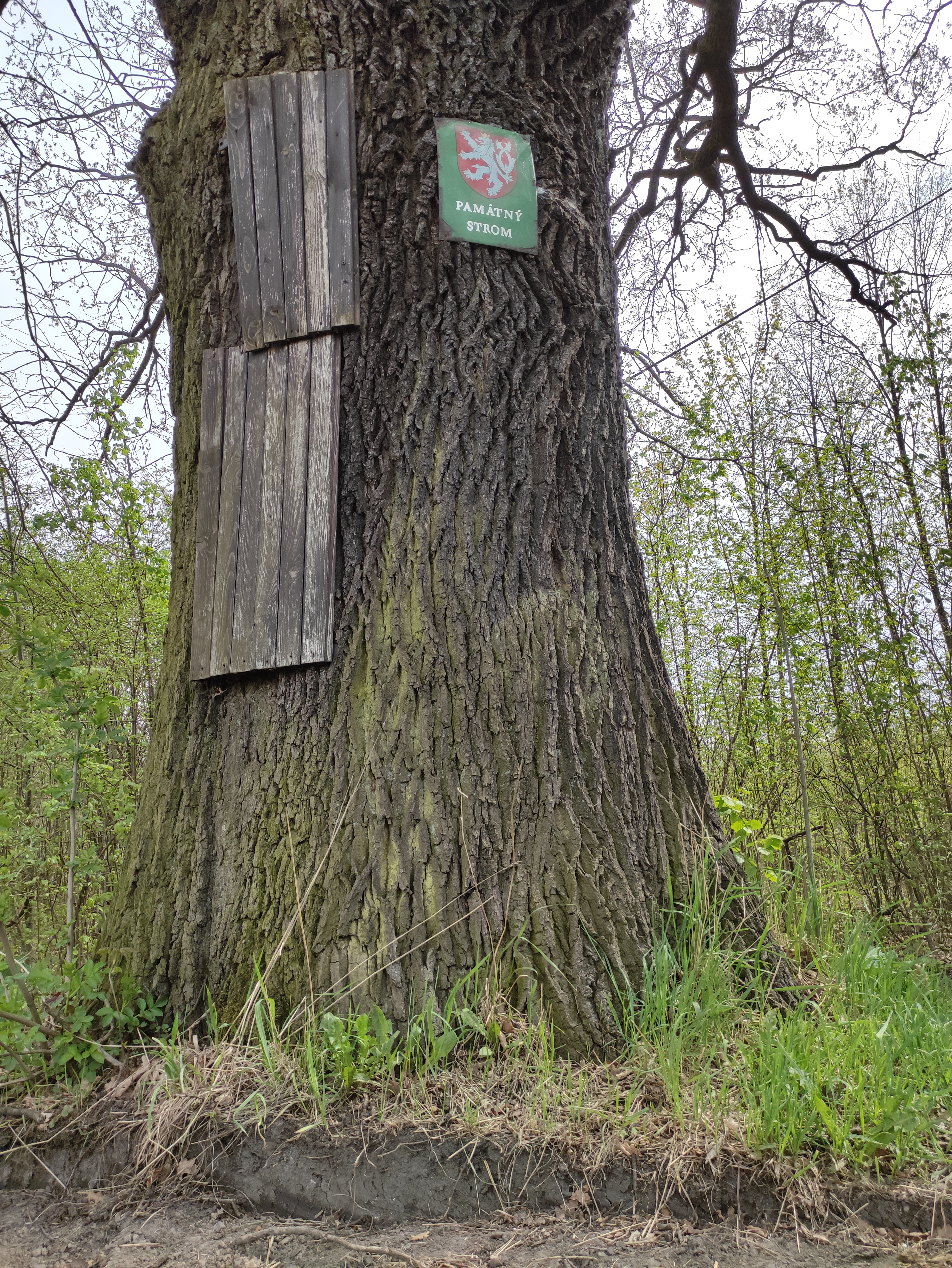